# Evelyn Ashenbrucker
Pas d'image ? Cliquez ici

b Matchs officiels uniquement.
Evelyn Ashenbrucker est une joueuse internationale de rugby à XV américaine née le 6 août 1990, évoluant au poste de troisième ligne centre.

## Biographie
Evelyn Ashenbrucker naît le 6 août 1990. En 2022 elle joue pour le club des San Diego Surfers (en) en Californie. Elle est retenue en septembre 2022 pour disputer sous les couleurs de son pays la Coupe du monde de rugby à XV en Nouvelle-Zélande.